# Nowy cmentarz żydowski w Wysokiem Mazowieckiem
Nowy cmentarz żydowski w Wysokiem Mazowieckim – to kirkut o powierzchni 0,6 ha, znajdujący się przy ul. Żwirki i Wigury w Wysokiem Mazowieckiem, odrestaurowany w 2006 r.

## Założenie kirkutu. Czas wojny
Żydzi mieszkający w Wysokiem Mazowieckiem przypuszczalnie od końca XVII w. posiadali w tym mieście dwa cmentarze. Do czasów obecnych zachował się tylko tzw. nowy cmentarz żydowski, znajdujący się przy dawnej ul. Krzywej (obecnie ul. Żwirki i Wigury), w pobliżu rzeki Brok. Sam kirkut został założony w I poł. XIX w. (prawdopodobnie między 1830 a 1838 r.). Od strony zachodniej graniczył on ze wschodnią częścią cmentarza, należącego do parafii rzymskokatolickiej.
Podczas II wojny światowej żydowska społeczność Wysokiego Mazowieckiego (55% mieszkańców) została zdziesiątkowana przez hitlerowców, a kirkut zdewastowany. Wojnę przetrwało tylko ok. 60 granitowych macew. Najstarszy z zachowanych nagrobków został wykonany w 1860 r.

## Prace restauracyjne
Dzięki staraniom kanadyjskiego prawnika Michaela H. Traisona, przy współpracy Fundacji Ochrony Dziedzictwa Żydowskiego oraz uczniów i nauczycieli miejscowej szkoły, zapomniany po wojnie żydowski cmentarz został gruntownie odrestaurowany. Teren kirkutu oczyszczono i ogrodzono, przeprowadzając jednocześnie inwentaryzację zachowanych nagrobków. W pobliżu głównej bramy wejściowej stanął pomnik, odsłonięty 23 listopada 2006 r., upamiętniający Żydów wysokomazowieckich. Na pomniku wyryto w jęz. polskim, hebrajskim i angielskim napis o następującej treści:

Żydzi osiedlili się w Wysokiem Mazowieckiem w XVII wieku. Od drugiej połowy XIX wieku ludność żydowska stanowiła większość mieszkańców miasta, przyczyniając się do jego rozwoju gospodarczego i kulturalnego. W okresie okupacji niemieckiej, w sierpniu 1941 roku, Żydzi z Wysokiego Mazowieckiego zostali zmuszeni do osiedlenia się w getcie. 2 listopada 1942 roku getto zostało zlikwidowane; 2000 jego żydowskich mieszkańców wywieziono do obozu pracy w Zambrowie a po jego likwidacji w styczniu 1943 roku - do Auschwitz. Pamięci żydowskich mieszkańców Wysokiego Mazowieckiego, zamordowanych w czasie Zagłady przez niemieckich nazistów i ich pomocników.

## Galeria zdjęć

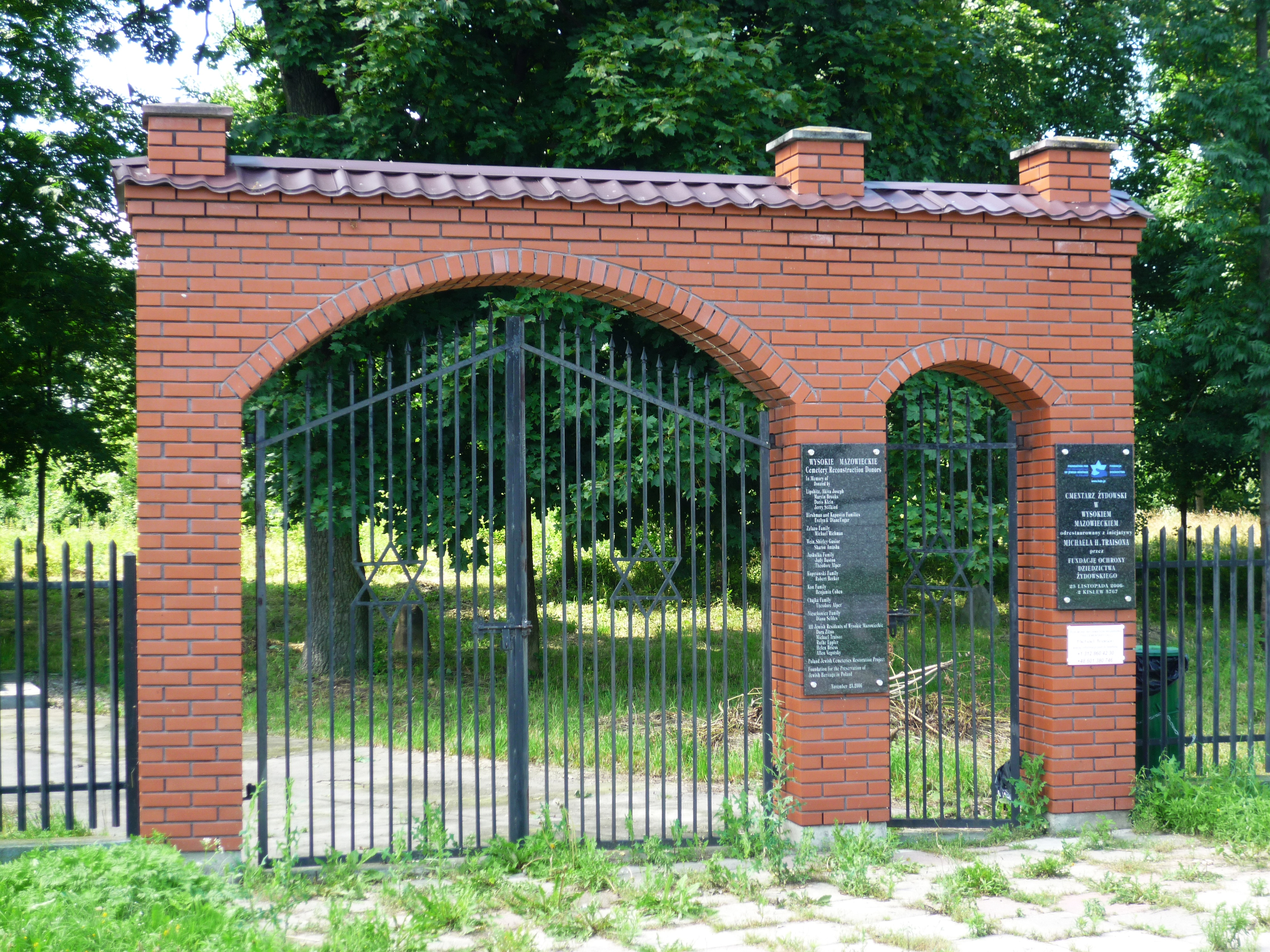
Brama wejściowa
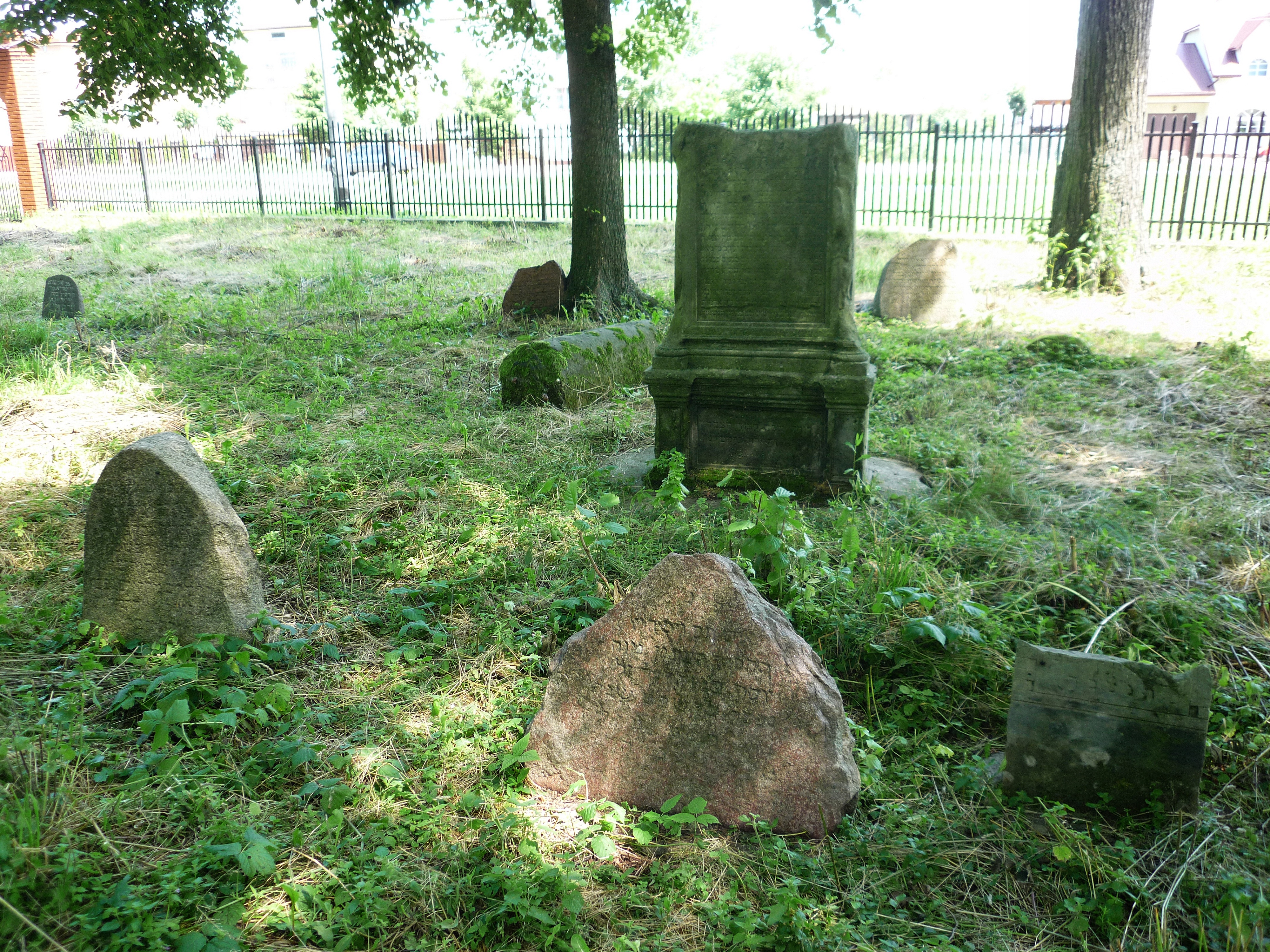
Zachowane macewy
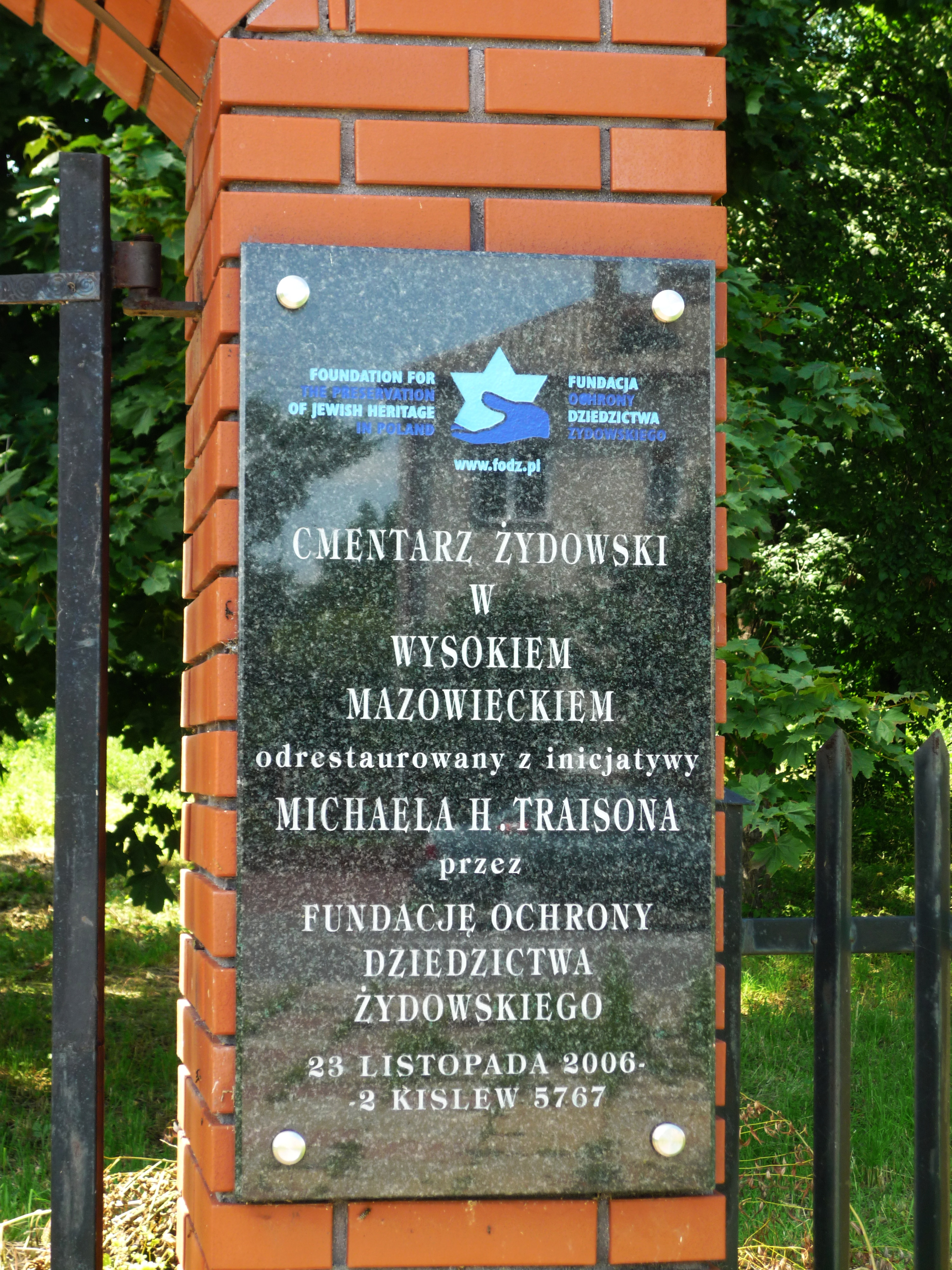
Tablica informacyjna
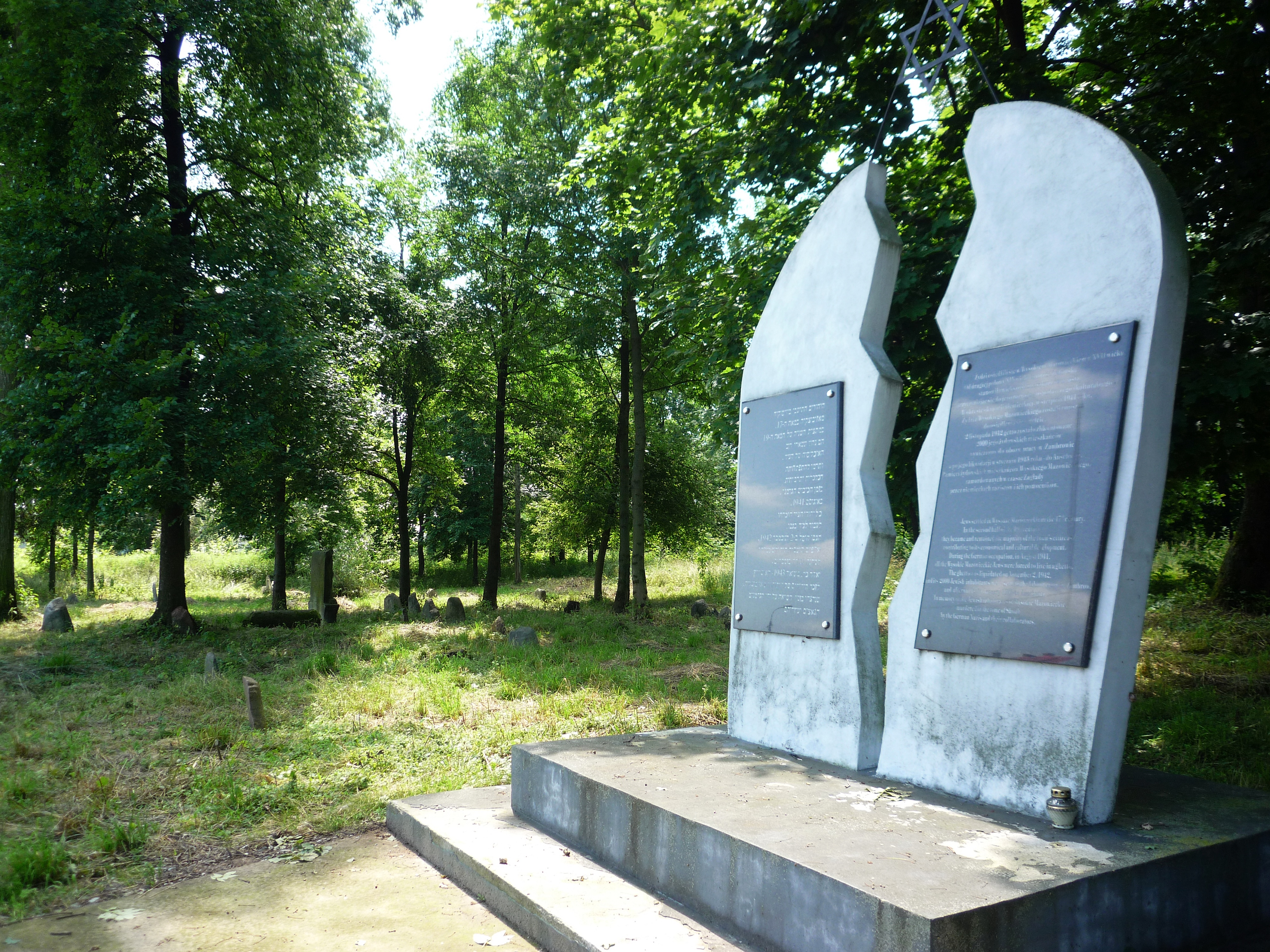
Pomnik i macewy